# Ciclismo nos Jogos Olímpicos de Verão de 2016 - Keirin feminino

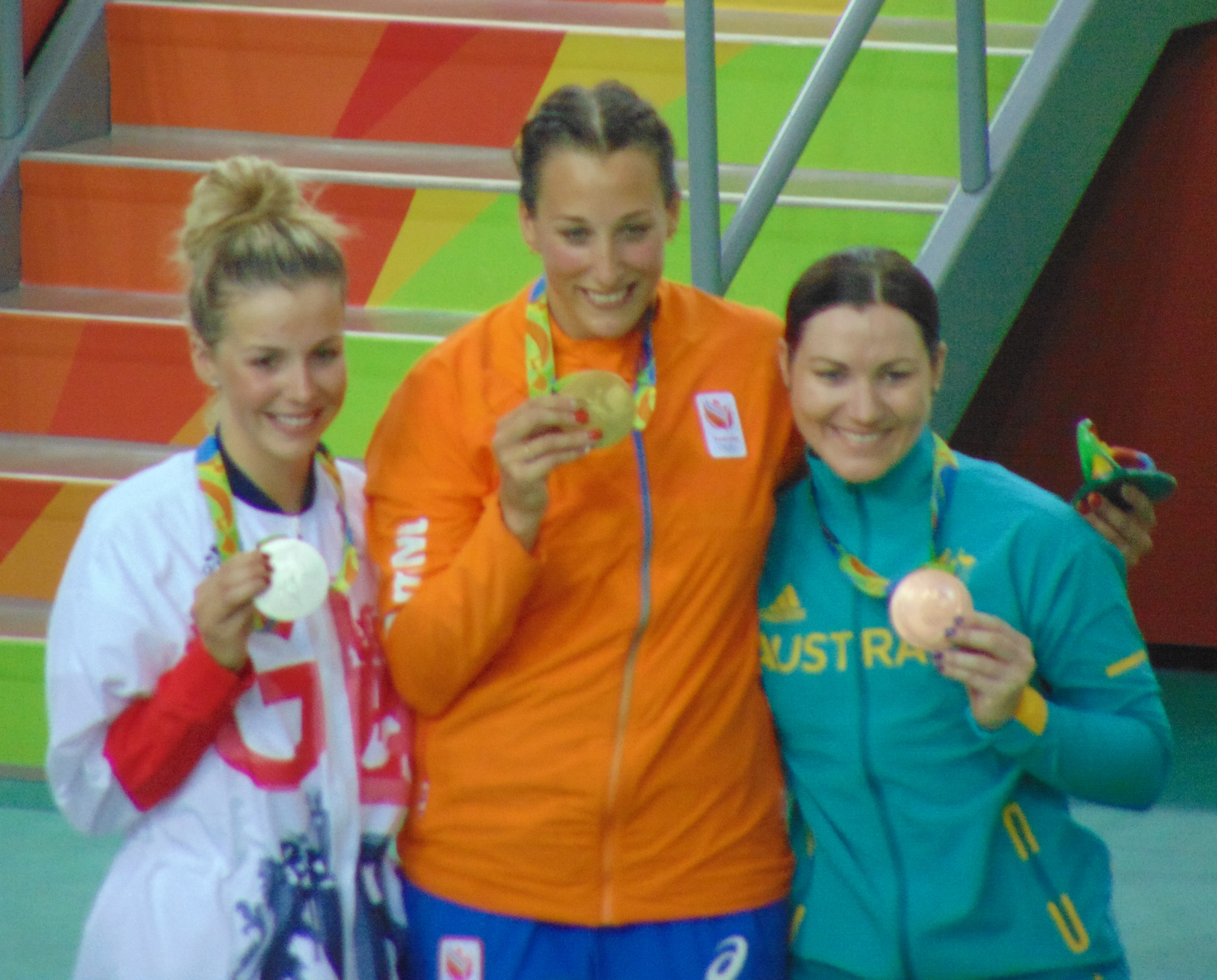
Medalhistas da prova durante a cerimônia de premiação.

A prova de keirin feminino do ciclismo nos Jogos Olímpicos de Verão de 2016 foi disputada no dia 13 de agosto no Velódromo Municipal do Rio.

## Calendário
Horário local (UTC-3)
| Dia          | Horário | Fase                                        |
| ------------ | ------- | ------------------------------------------- |
| 13 de agosto | 16:00   | Primeira rodada Repescagem Semifinais final |

## Medalhistas
| Ouro   | NED Elis Ligtlee |
| Prata  | GBR Becky James  |
| Bronze | AUS Anna Meares  |

## Resultados

### Qualificação
As duas primeiras de cada bateria avançam para as semifinais. As demais disputam a repescagem.
| Pos. | Ciclista              | Tempo  | Notas |
| ---- | --------------------- | ------ | ----- |
| 1    | GER Kristina Vogel    |        | Q     |
| 2    | AUS Anna Meares       | +0.002 | Q     |
| 3    | COL Martha Bayona     | +0.066 |       |
| 4    | RUS Anastasia Voynova | +0.186 |       |
| 5    | CHN Gong Jinjie       | +0.368 |       |
| 6    | CAN Monique Sullivan  | +0.411 |       |

| Pos. | Ciclista             | Tempo  | Notas |
| ---- | -------------------- | ------ | ----- |
| 1    | GBR Becky James      |        | Q     |
| 2    | KOR Lee Hye-jin      | +0.017 | Q     |
| 3    | NZL Natasha Hansen   | +0.018 |       |
| 4    | ESP Helena Casas     | +0.092 |       |
| 5    | AUS Stephanie Morton | +0.111 |       |
| 6    | CAN Kate O'Brien     | +0.244 |       |
| 7    | GER Miriam Welte     | +0.477 |       |

| Pos. | Ciclista                | Tempo  | Notas |
| ---- | ----------------------- | ------ | ----- |
| 1    | HKG Lee Wai Sze         |        | Q     |
| 2    | CHN Zhong Tianshi       | +0.212 | Q     |
| 3    | RUS Daria Shmeleva      | +1.267 |       |
| 4    | NED Laurine van Riessen | +3.929 |       |
| 5    | ESP Tania Calvo         | DNF    |       |
| 6    | FRA Virginie Cueff      | DNF    |       |
| 7    | NZL Olivia Podmore      | DNF    |       |

| Pos. | Ciclista               | Tempo    | Notas |
| ---- | ---------------------- | -------- | ----- |
| 1    | NED Elis Ligtlee       |          | Q     |
| 2    | LTU Simona Krupeckaitė | +0.010   | Q     |
| 3    | CUB Lisandra Guerra    | +0.100   |       |
| 4    | AZE Olga Ismayilova    | +0.256   |       |
| 5    | IRL Shannon McCurley   | +0.431   |       |
| 6    | FRA Sandie Clair       | +0.555   |       |
| 7    | UKR Lyubov Basova      | REL [R1] |       |

- R1  Desclassificada por ultrapassar a faixa azul durante o sprint.

### Repescagem
A vencedora de cada bateria se qualifica para as semifinais.
| Pos. | Ciclista             | Tempo  | Notas |
| ---- | -------------------- | ------ | ----- |
| 1    | COL Martha Bayona    |        | Q     |
| 2    | AUS Stephanie Morton | +0.085 |       |
| 3    | FRA Virginie Cueff   | +0.144 |       |
| 4    | AZE Olga Ismayilova  | +0.145 |       |

| Pos. | Ciclista                | Tempo  | Notas |
| ---- | ----------------------- | ------ | ----- |
| 1    | NED Laurine van Riessen |        | Q     |
| 2    | NZL Natasha Hansen      | +0.001 |       |
| 3    | CHN Gong Jinjie         | +0.129 |       |
| 4    | FRA Sandie Clair        | +0.800 |       |
| 5    | GER Miriam Welte        | +1.669 |       |

| Pos. | Ciclista             | Tempo  | Notas |
| ---- | -------------------- | ------ | ----- |
| 1    | UKR Lyubov Basova    |        | Q     |
| 2    | RUS Daria Shmeleva   | +0.116 |       |
| 3    | ESP Helena Casas     | +0.124 |       |
| 4    | ESP Tania Calvo      | +0.199 |       |
| 5    | CAN Monique Sullivan | +0.306 |       |

| Pos. | Ciclista              | Tempo  | Notas |
| ---- | --------------------- | ------ | ----- |
| 1    | RUS Anastasia Voynova |        | Q     |
| 2    | CAN Kate O'Brien      | +0.175 |       |
| 3    | CUB Lisandra Guerra   | +0.260 |       |
| 4    | IRL Shannon McCurley  | +0.268 |       |
| 5    | NZL Olivia Podmore    | +0.423 |       |

### Semifinais
As primeiras três ciclistas de cada bateria se qualificam para a final; O restante avançam para a disputa do sétimo ao décimo segundo lugar.
| Pos. | Ciclista              | Tempo    | Notas |
| ---- | --------------------- | -------- | ----- |
| 1    | GER Kristina Vogel    |          | Q     |
| 2    | NED Elis Ligtlee      | +0.398   | Q     |
| 3    | RUS Anastasia Voynova | +0.533   | Q     |
| 4    | KOR Lee Hye-jin       | +1.046   |       |
| 5    | CHN Zhong Tianshi     | REL [R2] |       |
| 6    | COL Martha Bayona     | DNF      |       |

| Pos. | Ciclista                | Tempo  | Notas |
| ---- | ----------------------- | ------ | ----- |
| 1    | AUS Anna Meares         |        | Q     |
| 2    | GBR Becky James         | +0.011 | Q     |
| 3    | UKR Lyubov Basova       | +0.041 | Q     |
| 4    | NED Laurine van Riessen | +0.165 |       |
| 5    | LTU Simona Krupeckaitė  | +0.192 |       |
| 6    | HKG Lee Wai Sze         | DNF    |       |

- R2  Desclassificada por entrar na pista do velocista quando o adversário já estava lá.

### Finais

#### Final (7–12)
| Pos. | Ciclista                | Tempo  | Notas |
| ---- | ----------------------- | ------ | ----- |
| 7    | HKG Lee Wai Sze         |        |       |
| 8    | KOR Lee Hye-jin         | +0.059 |       |
| 9    | NED Laurine van Riessen | +0.140 |       |
| 10   | COL Martha Bayona       | +0.220 |       |
| 11   | CHN Zhong Tianshi       | +0.445 |       |
| 12   | LTU Simona Krupeckaitė  | +0.464 |       |

#### Final (1–6)

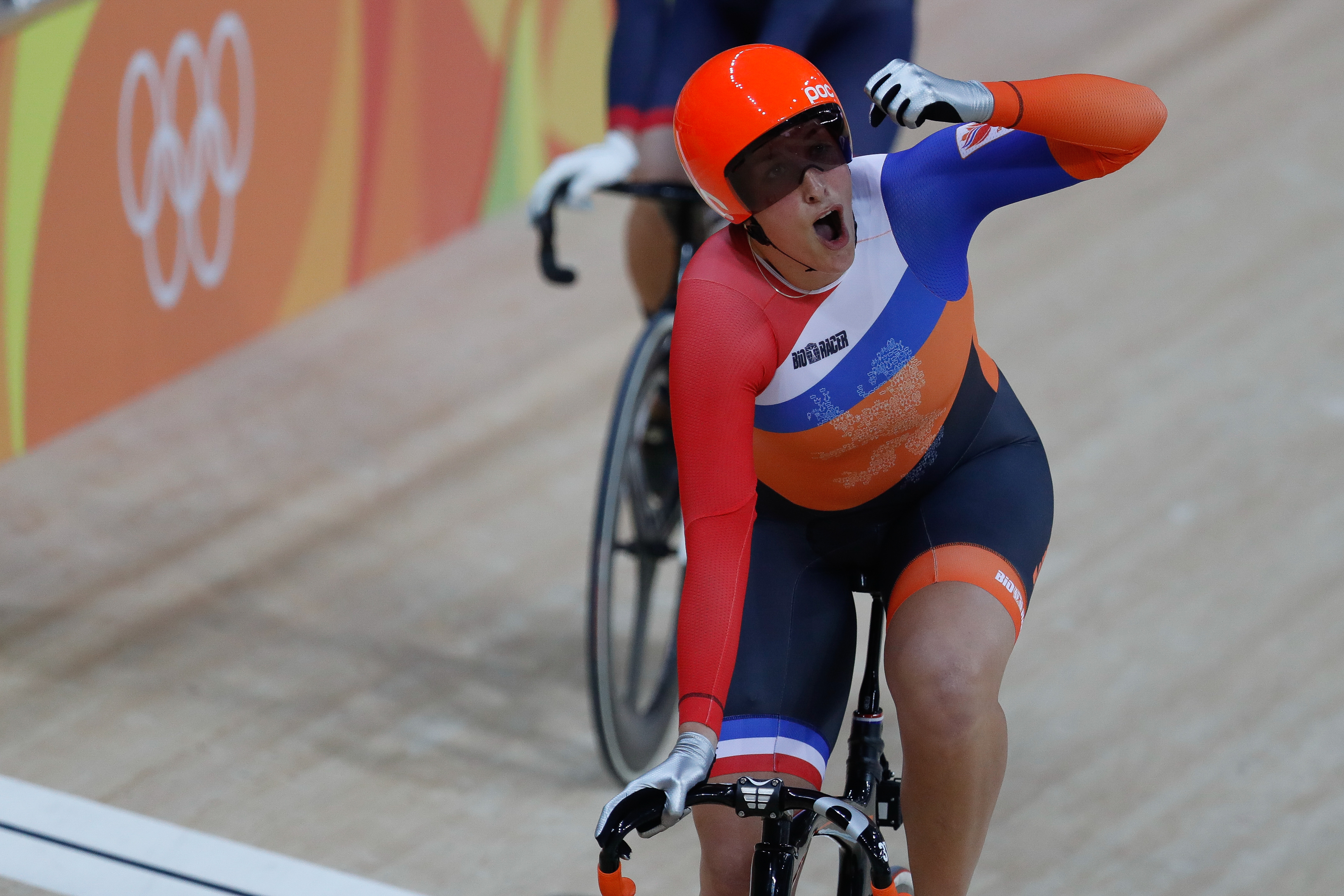
Elis Ligtlee conquistou a medalha de ouro no keirin.

| Pos.              | Ciclista              | Tempo  | Notas |
| ----------------- | --------------------- | ------ | ----- |
| Medalha de ouro   | NED Elis Ligtlee      |        |       |
| Medalha de prata  | GBR Becky James       | +0.033 |       |
| Medalha de bronze | AUS Anna Meares       | +0.038 |       |
| 4                 | RUS Anastasia Voynova | +0.111 |       |
| 5                 | UKR Lyubov Basova     | +0.152 |       |
| 6                 | GER Kristina Vogel    | +0.163 |       |